# Hôtel de Longueville
L'hôtel de Longueville era un antico hôtel particulier di Parigi situato nell'attuale I arrondissement, sul sito del Louvre.

## Ubicazione
L'hotel venne costruito tra la vecchia rue Saint-Thomas-du-Louvre e la vecchia rue Saint-Nicaise. Come si evince dal progetto di Turgot del 1739, l'hotel si affacciava sull'allora Place du Carrousel, che a sua volta si apriva sul cancello del Palazzo delle Tuileries e della Corte Reale, al centro del palazzo.

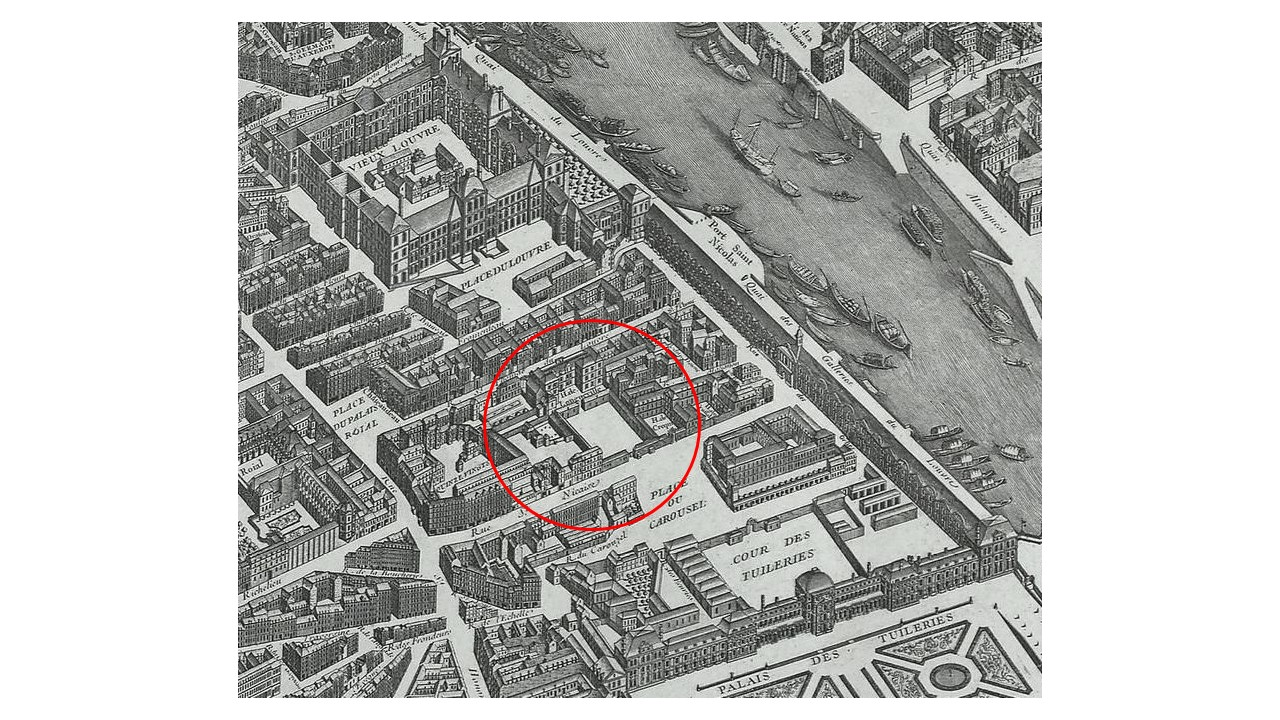
Posizione dell'hotel tra il Louvre e le Tuileries sulla mappa del piano Turgot.

## Storia
Costruito per il duca di Chevreuse dall'architetto Clément Metézeau, nel 1663 l'hotel fu ceduto alla duchessa di Longueville, dalla quale prese il nome. Nel 1670 passò nelle mani del Conte di Soissons, per poi tornare nel 1710 in quelle del Duca di Luynes. Né il conte di Soissons né il duca di Luynes occupano l'edificio. Venne locato in parte dall'arcivescovo di Reims per ospitare la famiglia di sua nipote, duchessa di Créqui, in parte da Elisabetta-Carlotta di Baviera, dal 1702, per la sua famiglia e le sue scuderie, nonché dal cardinale de Polignac.
Negli anni 1700-1710, un progetto per una sala dell'opera sul sito dell'hotel fu realizzato da Robert de Cotte, senza poi essere costruito.
Nel 1739 i suoi giardini furono occupati dalle carrozze di Versailles.
Nel 1749 fu acquistato dai fermiers généraux per stabilirvi il deposito del tabacco, annesso alla Ferme General "per la cura e l'approvvigionamento delle tabaccherie e degli uffici".
Divenne sala da ballo sotto il Direttorio, poi scuderia imperiale sotto il Primo Impero, prima di essere demolito nel 1833.
L'Hôtel de Longueville può essere visto sulle piante di Parigi del XVIII secolo sotto i nomi di Hôtel de Longueville o Ferme du Tabac.